# Sebastian Langeveld

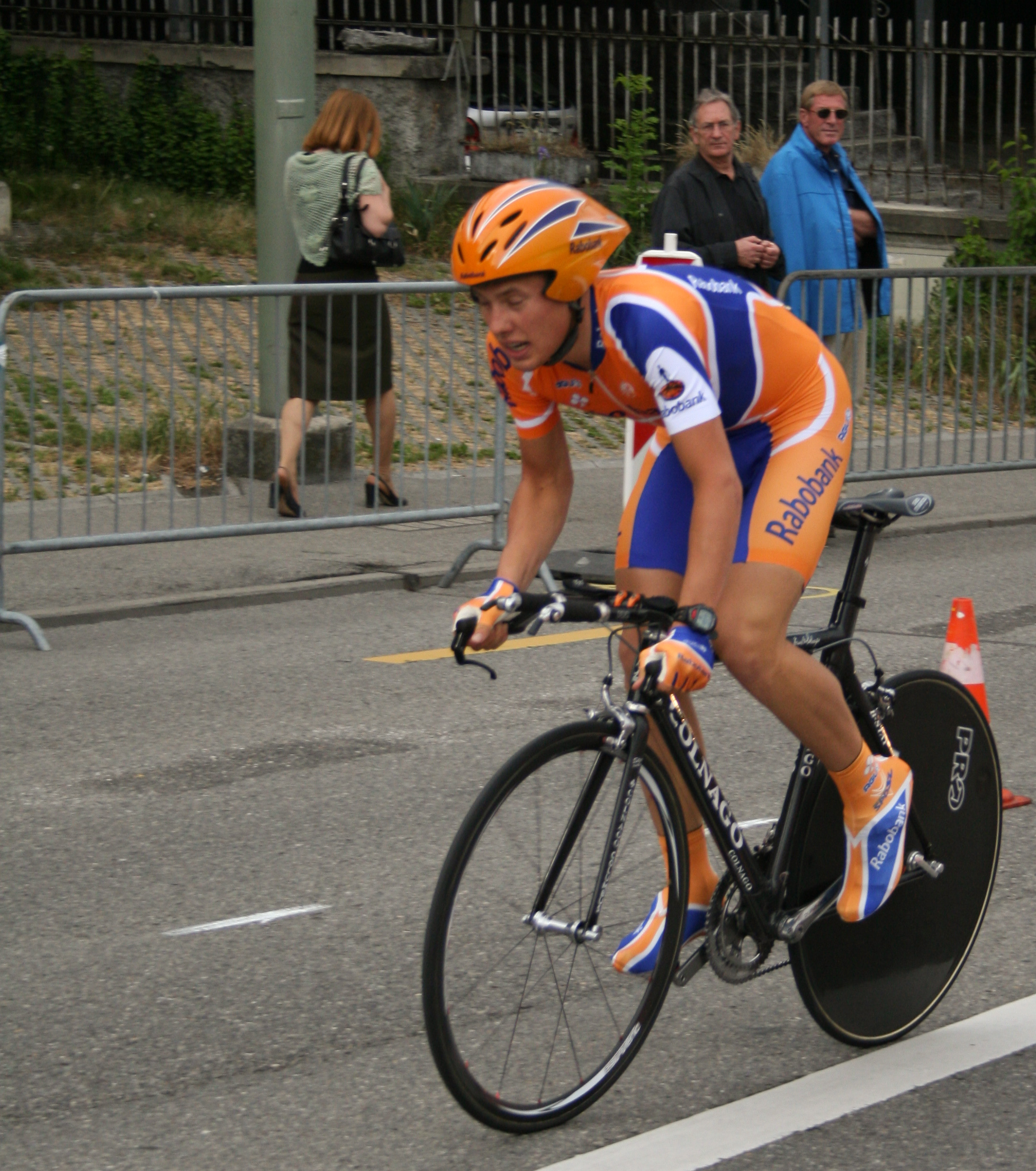
Sebastián Langeveld durante el Tour de Romandía 2007

Sebastian Langeveld (Leiden, 17 de enero de 1985) es un ciclista neerlandés que fue profesional entre 2006 y 2022. Desde 2023 es director deportivo del equipo EF Education-EasyPost.

## Biografía
Cuando era un aficionado en el equipo Van Vliet-EBH Advocaten, Langeveld ganó la París-Roubaix juniors en 2004 y se convirtió en campeón amateur de los Países Bajos en 2005, terminó segundo en el Tour de Flandes amateur y ganó una etapa del Tour de Olympia.
Pasó a profesional en 2006 con el equipo Skil-Shimano. En su segunda carrera como profesional ganó el G. P. Pino Cerami. El mismo año, termina subcampeón de Países Bajos por detrás de Michael Boogerd. Fue entonces cuando dejó el Skil-Shimano para fichar por el equipo Rabobank, donde él ganó la Ster Elektrotoer, y volvió a acabar segundo en el Campeonato de Holanda de ciclismo en ruta por detrás esta vez de Koos Moerenhout. En septiembre, participa en la victoria de Denis Menchov en la Vuelta a España.
A principios de la temporada 2008, que terminó cuarto en el Trofeo Pollensa, segundo en el Trofeo Sóller y el quinto en el Trofeo Calviá. Unas semanas más tarde, obtuvo el segundo lugar en la semiclásica belga Kuurne-Bruselas-Kuurne. Posteriormente participó en las clásicas de primavera. Durante el Tour de Flandes se sitúa durante unos kilómetros entre el que sería el ganador de la prueba Stijn Devolder y el pelotón, pero finalmente le cogieron a unos pocos kilómetros de la meta y terminó 18.º. A la semana siguiente, se cayó en la París-Roubaix. Después de acabar sexto en el Tour de Luxemburgo, participa en julio en su primer Tour de Francia. 
Al principio de la temporada 2009, Langeveld se escapa en los últimos kilómetros de la Omloop Het Nieuwsblad, aunque finalmente es cogido. Participó en la escapada ganadora de la 3.ª etapa de la París-Niza donde ocupó el tercer lugar. Terminó 21.º en la  Milán-San Remo, a continuación, 9.º del Gran Premio E3. Posteriormente, quedó el 33.º en el Tour de Flandes, y el 94.º en la  París-Roubaix.

## Palmarés
2006
- Gran Premio Pino Cerami
- 2.º en el Campeonato de los Países Bajos en Ruta

2007
- Ster Elektrotoer
- 2.º en el Campeonato de los Países Bajos en Ruta

2009
- 2 etapas del Sachsen-Tour
- Gran Premio Jef Scherens

2011
- Omloop Het Nieuwsblad

2013
- 3.º en el Campeonato de los Países Bajos en Ruta

2014
- 2.º en el Campeonato de los Países Bajos Contrarreloj
- Campeonato de los Países Bajos en Ruta

2019
- 2.º en el Campeonato de los Países Bajos Contrarreloj

2021
- 2.º en el Campeonato de los Países Bajos Contrarreloj

## Resultados en Grandes Vueltas y Campeonatos del Mundo
| Carrera         | Carrera         | 2006 | 2007  | 2008  | 2009 | 2010  | 2011 | 2012  | 2013 | 2014  | 2015 | 2016 | 2017 | 2018  | 2019  | 2020 | 2021 | 2022 |
| --------------- | --------------- | ---- | ----- | ----- | ---- | ----- | ---- | ----- | ---- | ----- | ---- | ---- | ---- | ----- | ----- | ---- | ---- | ---- |
|                 | Giro de Italia  | —    | —     | —     | —    | —     | —    | —     | —    | —     | —    | —    | —    | —     | —     | —    | —    | —    |
|                 | Tour de Francia | —    | —     | 128.º | —    | —     | —    | 150.º | —    | 140.º | Ab.  | Ab.  | —    | —     | 155.º | —    | —    | —    |
|                 | Vuelta a España | —    | 112.º | —     | —    | 116.º | —    | —     | —    | —     | —    | —    | —    | 128.º | —     | —    | —    | —    |
| Mundial en Ruta | Mundial en Ruta | —    | 35.º  | Ab.   | Ab.  | 92.º  | —    | —     | Ab.  | —     | 87.º | Ab.  | 74.º | —     | Ab.   | —    | Ab.  | —    |

—: no participa

Ab.: abandono